# Варешанин, Марьян
Марьян Варешанин, барон фон Вареш (нем. Marijan Freiherr Varešanin von Vareš; 1 февраля 1847, Гуня — 22 апреля 1917, Вена) — австро-венгерский военачальник хорватского происхождения, барон, губернатор Боснии и Герцеговины в 1909—1911 годах. В 1910 году чудом избежал гибели после покушения на него со стороны сербской организации «Чёрная рука».

## Биография
Родился 1 февраля 1847 в городе Гуня (ныне Хорватия) в семье военного офицера Раймунда Варешанина, капитана 1-го класса из 7-го Славонского пехотного полка. Окончил кадетскую школу Фиуме и Терезианскую академию. 19 августа 1866 зачислен на службу лейтенантом 78-го пехотного полка, подчинявшегося 3-й армии. С 1869 по 1871 годы учился в Военной школе Вены, окончил с отличием. 1 января 1872 прибыл в расположение 2-й пехотной дивизии в Вену, в том же году дослужился до звания обер-лейтенанта, которое получил 1 мая. Ровно через год получил звание капитана 2-го класса, а после реформы армии повышен до капитана 1-го класса. Позднее проходил службу во 2-й бригаде 11-й Лембергской пехотной дивизии Лемберга, 36-й Аграмской пехотной дивизии, 18-й Зарской пехотной дивизии и непосредственно в штаб-квартире войск Австро-Венгрии в Вене.
В 1875 году капитан Варешанин по случаю путешествия кайзера в Далмацию направлен в Черногорию и награждён черногорским Орденом Князя Даниила I 4-й степени, позже располагался в штабе войск в Заре, где был награждён Крестом Военных заслуг 3 декабря 1878 в благодарность за мобилизацию войск во время захвата Боснии и Герцеговины. В 1879 году в составе делегации сербских офицеров наблюдал за манёврами на Брюке-на-Лейте, за что был награждён Орденом Таковского креста. 1 мая 1881 пожалован в майоры и назначен главой штаба 9-й Пражской пехотной дивизии в октябре того же года (с сентября 1882 по декабрь 1883 годы дивизией командовал эрцгерцог Рудольф). После того, как эрцгерцог покинул пост командира, майор Варешанин был назначен его личным преподавателем военной истории и географии. В бытность учителем был награждён прусским Орденом Красного Орла 3-й степени 4 декабря 1883. 1 мая 1885 получил звание подполковника, в ноябре направлен на службу в 75-й пехотный полк (Прага).
21 мая 1880 отец Марьяна Варешанина, капитан 1-го класса Раймунд Варешанин, был награждён почётной приставкой «фон Вареш» (Марьян мог получить эту же приставку после 20 лет военной или гражданской службы). 1 апреля 1887 Марьян получил заветную почётную приставку, став начальником штаб-квартиры войск в Заре, а через год, 1 мая 1888 был произведён в полковники. 4 декабря 1893 принял командование над 48-й Перемышльской пехотной бригадой, за которым последовал повышение в генерал-майоры 1 мая 1894. С октября 1896 по март 1897 он командовал 3-й пехотной бригадой, 2 апреля 1897 принял командование над 18-й Мостарской пехотной дивизией, получил звание фельдмаршал-лейтенанта 1 ноября того же года и назначен сеньором (опекуном или покровителем) дивизии 8 ноября 1897. В сентябре 1900 года вошёл в штаб-квартиру при 12-м корпусе в Германштадте, за службу там награждён Рыцарским крестом Ордена Леопольда 18 октября 1902. Через год переведён 10 октября 1903 в 15-й корпус в Сараево. 8 апреля 1905 принят военным комендантом Зары, позднее получил титул первого советника 11 августа в том же году и звание фельдцейхмейстера 1 ноября вместе со званием сеньора 31 октября 1905. За службу сеньором при комендатуре Зары награждён титулом оберстинхабера (нем. Oberstinhaber, букв. полковник-хозяин) 22-го пехотного полка (15 августа 1906), а 2 января 1908 — Большим крестом Ордена железной короны. Осенью 1908 года после реорганизации званий из фельдцейхмейстера стал генералом инфантерии.
7 марта 1909 генерал инфантерии Марьян Варешанин фон Вареш был назначен командиром 15-го корпуса в Сараево и губернатором Боснии и Герцеговины. 29 июля 1909 он был назначен и генеральным инспектором войск. Чтобы избежать перегруженности на рабочем месте командование 15-го корпуса было передано Морицу Риттеру фон Ауффенбергу в октябре 1909 года, однако генерал Варешанин остался во главе Кондоминиума Боснии и Герцеговины. Это едва не стоило ему жизни: 2 июня 1910 в Мостаре сербский студент Богдан Жераич, член тайной сербской организации «Чёрная рука», организовал покушение на Варешанина, выстрелив в него пять раз из револьвера. Жераич, стреляя в Варешанина, называл его «ренегатом, который поднялся по карьерной лестнице за счёт пролитой крови во время восстания в Раковице». Однако Варешанин остался в живых, да и сам Жераич застрелился. По версии некоторых историков, этот инцидент мог стать ещё раньше поводом для начала Первой мировой войны, если бы Богдан Жераич убил Варешанина. По легенде, могилу Жераича посетил Гаврило Принцип, который поклялся отомстить за гибель соотечественника.
Выжившему Варешанину кайзер лично присвоил титул барона, и хотя тот его принял, но решил поскорее уйти на пенсию, чтобы избежать повторных покушений. 10 мая 1911 просьба Варешанина об отставке была удовлетворена, и его место губернатора занял Оскар Потиорек. Генерал инфантерии Варешанин после 45 лет службы ушёл на пенсию и напоследок был награждён Большим крестом Ордена Леопольда. 22 апреля 1917 Марьян Варешанин, барон фон Вареш, генерал инфантерии в отставке, скончался в Вене.